# René Pache
René Pache (1904–1979) – szwajcarsko-francuski teolog, biblista, duchowny protestancki, autor czternastu książek. W latach 1947–1963 był wiceprzewodniczącym International Fellowship of Evangelical Students (IFES), w latach 1947–1971 był dyrektorem Emmaus Bible oraz Misyjnego Instytutu w Lozannie. Był jednym z głównych autorów Nouveau Dictionnaire de la Bible oraz Nouveau Commentaire de la Bible. W swej książce La persone et l'oeuvre du Saint-Esprit poddał krytyce glosolalię. Książka została przetłumaczona na język polski i wydana przez wydawnictwo ZKE w 1975 (przełożył Józef Prower z niemieckiego przekładu).

## Książki
- Le retour de Jésus-Christ
- L'au-delà
- Notes sur les Actes des Apotres
- L'inspiration et l'autorité de la Bible
- La persone et l'oeuvre du Saint-Esprit (polski przekład Osoba i dzieło Ducha Świętego)
- Éxposé de l'Épître de Paul aux Éphésiens - La plénitude de Dieu
- Notes sur l'Evangile de Jean
- Nouveau Dictionnaire Biblique